# 長鰭鏢鱸
長鰭鏢鱸為輻鰭魚綱鱸形目鱸亞目河鱸科鏢鱸屬的其中一種，分布於美國維吉尼亞州及西維吉尼亞州的詹姆士河流域，體長可達8.9公分，棲息在岩石底質的溪流。